# アーノルド・ミューレン
アーノルド・ミューレン（Arnold Mühren、1951年6月2日 -）は、オランダの元サッカー選手、サッカー指導者。ポジションはMF（攻撃的MF）。

## 経歴
ミューレンは1970年に故郷のFCフォレンダムで選手経歴を開始した。その1年後の1971年にアヤックス・アムステルダムへ移籍し、5歳年上の兄ヘリーと共にプレーをした。1974年からはFCトゥウェンテへ移籍し、1977年のKNVBカップ優勝に貢献した。1978年に￡150,000の移籍金でイングランドのイプスウィッチ・タウンFCへ移籍。イプスウィッチではボビー・ロブソン監督の下で、1981年のUEFAカップ優勝に貢献した。1982年からは同じイングランドのマンチェスター・ユナイテッドFCへ移籍し、2度のFAカップ優勝（1983年、1985年）に貢献。1985年のFAカップ決勝、エヴァートン戦を最後にクラブを退団した。晩年は古巣のアヤックスへ復帰し、1987年のUEFAカップウィナーズカップ優勝に貢献。1989年に現役を引退した。
オランダ代表としては1978年4月8日のチュニジア戦で代表デビューを飾り、1988年に代表から退くまで国際Aマッチ23試合に出場し3得点を記録した。1980年代に入ると同国は低迷期に入り、ミューレンも活躍の機会は少なかったが、37歳で参加した1988年のUEFA欧州選手権1988では全5試合に出場し、同国の初優勝に貢献した。また、決勝のソビエト連邦戦では2点目の得点となるマルコ・ファンバステンのボレーシュートに繋がる左サイドからのクロスを供給した。
引退後は指導者の道へ進み、古巣のFCフォレンダムやアヤックスでユースチームのコーチを務めた。

## エピソード
- 実兄のヘリーもサッカー選手で、ヨハン・クライフらと共に1970年代のアヤックスの全盛期に左MFとして活躍した。1976年からはスペインのレアル・ベティスへ移籍し活躍を続けた。またオランダ代表としても国際Aマッチ10試合に出場[2]。1974年のFIFAワールドカップ・西ドイツ大会代表候補にも名を連ねていたが、息子の病気を理由に代表を辞退した。
- 従兄弟のアーノルド (nl) はミュージシャンで、The Cats (en) というバンドなどで活躍した。

## 個人成績

### 代表での成績
出典
| オランダ代表 | 国際Aマッチ | 国際Aマッチ |
| 年           | 出場        | 得点        |
| ------------ | ----------- | ----------- |
| 1978         | 1           | 0           |
| 1979         | 0           | 0           |
| 1980         | 0           | 0           |
| 1981         | 5           | 2           |
| 1982         | 2           | 0           |
| 1983         | 0           | 0           |
| 1984         | 0           | 0           |
| 1985         | 0           | 0           |
| 1986         | 1           | 0           |
| 1987         | 6           | 1           |
| 1988         | 8           | 0           |
| 合計         | 23          | 3           |